# Kaán Károly-emlékérem
A Kaán Károly-emlékérem (néhol "Kaán Károly" Emlékérem) az Országos Erdészeti Egyesületben az erdészet terén végzett kiemelkedő munkásság elismeréseként, évente egyszer adományozható kitüntetés. Először 1985-ben adták ki.
- (rövidítések: em – erdőmérnök, e – erdésztechnikus, erdész)

## Kitüntetettek
- 1985. Eger Dr. Boros Zoltán em., Csaja Domonkos e., Molnár László em.,
- 1986. Szolnok Kalácska János e., Dr. Sopp László em., Dr. Váradi Géza em.,
- 1987. Siófok Dr. Firbás Oszkár em., Olaszy István em., Rakonczay Zoltán em.
- 1988. Debrecen Emmer Bernát e., Kovács Jánosné em., Dr. Szász Tibor em.,
- 1989. Szombathely Horváth Tibor e., Dr. Mollay Jánosn Madas Gabriella em., Ott György em.,
- (1990-ben nem adták ki)
- 1991. Sopron Gergely József e., Haju Ferenc e., Dr. Márkus László em., Molnár József em., Mufics Ferenc e., Zilahy Aladár em.,
- 1992. Sárospatak Fekete János e., Boross György em., Dr. Kondor Antal em.,
- 1993. Kaposvár Wéber József e., Valentin Károly e., Hibbey Albert em.
- 1994. Dobogókő Boross Frigyes e., Dr. Erdős László em., Dr. Papp László em., Iványos László e.
- 1995. Pécs Dr. Ráczné Dr. Schneider Ildikó em., Kisházi Zoltán em., Dr. Balázs István em.
- 1996. Szeged Kovács Gyuláné e., Kertész József e., Balsay László em.
- 1997. Balassagyarmat Major Sándor e., Wágner Károly em., Sződi István e.
- 1998. Nagykanizsa Sponga József e., Bajcsy Endre vasúti- és hadmérnök, Dr. S. Nagy László em
- 1999. Szolnok Dr. Lehmann Antal tanár, Stádel Károly e., Szöőr Levente em.
- 2000. Székesfehérvár Baranyi Katalin kertészm., Jaksics István et., Pollner Frigyesné em.
- 2001. Nyíregyháza Halász Gábor em., Tutuntzitz Thomasz em., Zsilvölgyi László em.,
- 2002. Baja Dr. Mátrabérczi Sándor em., Papp László em., Dr. Rácz József em.
- 2003. Gyöngyös Ivády István e, Szente László em., Dr. Vancsura Rudolf em.
- 2004. Kapuvár Bognár Ernő et., Diósi Gyula em., Kató Sándor em.
- 2005. Szombathely Bacsa Árpád et., Jozwiak Bernard em., Rauch József et.